# 曽我井村
曽我井村（そがいむら）は、京都府天田郡にあった村。現在の福知山市中心部の南半にあたる。

## 歴史
- 1889年（明治22年）4月1日 - 町村制の施行により、堀村・天田村・和久市村・笹尾村の区域をもって発足。
- 1918年（大正7年）4月1日 - 福知山町に編入。同日曽我井村廃止。

## 交通

### 鉄道路線
- 鉄道省
  - 山陰本線
  - 福知山線
    - 福知山駅

現在は福知山駅に京都丹後鉄道宮福線も乗り入れるが、当時は未開業。

### 道路
- 山陰街道（現・国道9号）